# Юмбер, Жан Жозеф Амабль
Жан Жозеф Амабль Юмбер (фр. Jean Joseph Amable Humbert; 22 августа 1767, Сент-Набор (ныне — департамент Вогезы) — 3 января 1823, Новый Орлеан) — французский бригадный генерал.
Юмбер родился 22 августа 1767 в деревне Сент-Наборд (ныне — в составе департамента Вогезы). Службу начинал сержантом в Национальной гвардии в Лионе, 1 апреля 1792 года был зачислен в 13-й батальон добровольцев Вогезов. Стал капитаном 11 августа 1792 года, подполковником четыре дня спустя и бригадным генералом 9 апреля 1794 года.
Он вёл кампанию на Западе против шуанов. Он был в Брюлоне и Сабле с представителем Тирионом в сентябре 1793 года. В 1795 году командовал городом Витре. Он также был в Лавале в 1795 году, где вёл переговоры с роялистами при осаде Киберона. Уважаемый своими противниками, он вступил в переговоры с шуанами и от имени республики договорился заключить с ними мирный договор: «Роялистам ничего не оставалось, как восхвалять его верность».
В 1796 году он был назначен в Рейнско-Мозельскую армию. В 1798 году Директория поддалась на уговоры жившего тогда в Париже Уолфа Тона, главы «Объединённых ирландцев» и согласилась направить войска в поддержку назревавшего там восстания. Тон же со своей стороны обещал всяческую поддержку войскам со стороны местных ячеек «Объединённых ирландцев». 22 августа 1798 года отряд генерала Юмбера численностью в 1000 человек был высажен в Киллале, графство Мейо. Это был лишь авангард французских сил, однако по ряду причин французам так и не удалось перебросить подкрепления на помощь Юмберу. В итоге, усилив свой отряд местными добровольцами (после чего численность его войск составила 2000 человек), Юмбер двинулся на восток, к Дублину. Удачно маневрируя, он смог разбить превосходящие по численности отряды британцев под Каслбаром и захватить город, который стал столицей Республики Коннахт провозглашённой «Объединёнными ирландцами». Однако отсутствие ресурсов и подавляющее численное превосходство британских войск привело к тому, что 8 сентября 1798 года в битве при Баллинамаке войска Юмбера были разбиты генералом Лейком, а сам он попал в плен. После освобождения Юмбер командовал частями французских войск в ряде кампаний.
Юмбер был отправлен в конце 1801 года в Санто-Доминго для подавления гаитянской революции. Бонапарт заставил его вернуться во Францию и лишил всех титулов, когда узнал, что у него был роман с его сестрой Полиной Бонапарт, которая последовала за своим мужем в Сен-Доминго, генералом Шарлем Виктором Эммануэлем Леклерком, возглавлявшим экспедицию и погибшим от желтой лихорадки. Он обвинялся в грабежах, «связях с главарями разбойников» и т. д. и был отправлен в отставку в январе 1803 года. Затем он присоединился к пиратам в Карибском море вместе с Жаном Лафитом и другими французскими беженцами из Санто-Доминго в Америке.
Поселился в США, поступил на службу в армию США и вновь сразился с британцами, участвуя в англо-американской войне. Став видным масоном в Ложе Полярной звезды в Новом Орлеане, он впоследствии участвовал в войне за независимость Мексики. Остаток своих дней он провёл в Новом Орлеане, работая учителем.